# Rasoir de Hitchens

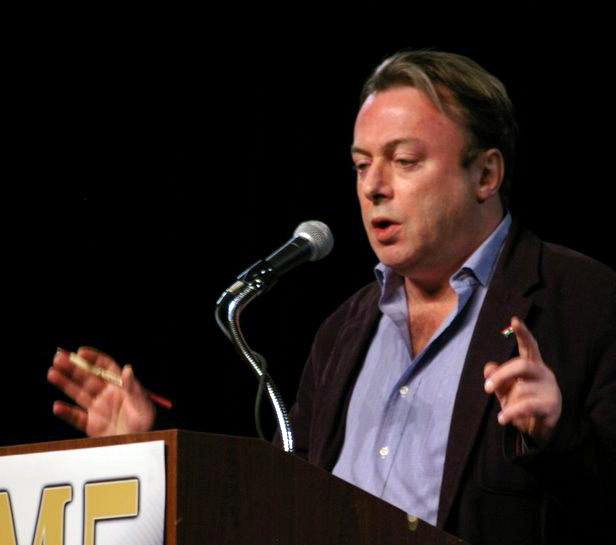
Christopher Hitchens s'exprimant lors de la réunion Amaz!ng à l'hôtel Riviera, Las Vegas, Nevada

Le rasoir de Hitchens est un rasoir épistémologique affirmant que la charge de la preuve concernant la véracité d'une affirmation incombe à celui qui la formule ; si cette charge n'est pas remplie, l’assertion est alors sans fondement et peut être facilement rejetée.
Il a été nommé ainsi en écho au rasoir d'Ockham et en référence au journaliste et auteur Christopher Hitchens, qui, dans son livre Dieu n'est pas grand publié en 2007, écrit « ce qui peut être affirmé sans preuve peut aussi être rejeté sans preuve » (en anglais: « What can be asserted without evidence can also be dismissed without evidence »). 
Le rasoir de Hitchens est une traduction de l'expression latine « Quod gratis asseritur, gratis negatur », formule du droit romain qui a été largement utilisée depuis le début du XIXe siècle et est employée en particulier par Renan.